# Dasyhelea russa
Dasyhelea russa är en tvåvingeart som beskrevs av John William Scott Macfie 1933. Dasyhelea russa ingår i släktet Dasyhelea och familjen svidknott. Inga underarter finns listade i Catalogue of Life.